# Pontarachna pontica
Pontarachna pontica is een mijtensoort uit de familie van de Pontarachnidae. De wetenschappelijke naam van de soort is voor het eerst geldig gepubliceerd in 1928 door K. Viets.